# Stadion Rymera Rybnik
Stadion Rymera Rybnik – stadion piłkarski w Rybniku (w dzielnicy Niedobczyce), w Polsce. Obiekt może pomieścić 3000 widzów. Swoje spotkania rozgrywają na nim piłkarze klubu Rymer Rybnik oraz piłkarki zespołu TS ROW Rybnik.
Gospodarzem obiektu jest klub Rymer Rybnik. W 2020 roku, po awansie do Ekstraligi, na stadion wprowadziły się również piłkarki zespołu TS ROW Rybnik, dotychczas grające na obiekcie MOSiR-u w Rybniku-Kamieniu (nie spełniał on wymogów najwyższej kobiecej klasy rozgrywkowej).